# Pequeños gigantes (Chile)
Pequeños gigantes fue un reality show de la televisión chilena, adaptación de la producción mexicana homónima, con un formato de competencia de talento infantil en disciplinas tales como canto, baile y carisma. El programa cuenta con la conducción de Carolina de Moras. Las transmisiones en vivo se realizan desde el estudio de Chilefilms, ubicado en el barrio Las Condes, en la ciudad de Santiago.

## Concepto
El programa se desarrolla bajo un formato de competencia de talento entre equipos o escuadrones, cada uno integrado por cuatro niños de entre 4 y 14 años, de los cuales el menor es el capitán, dos más forman la pareja de baile y el miembro restante tiene el rol de cantante. Los miembros de los escuadrones se presentan en pruebas semanales de canto, baile y carisma, con el fin de obtener la mejor calificación para su equipo. Los menos afortunados son sentenciados y posteriormente eliminados hasta quedar solo tres escuadrones que se disputan el primer lugar de la competencia, el cual gana el trofeo de los campeones y 10 millones de pesos a repartir entre sus cuatro integrantes.

## Conformación de los escuadrones (programa cero)
Antes del inicio de la competencia entre los equipos se realiza un programa especial denominado el programa cero para determinar como quedarán conformados los escuadrones y darles nombre a los mismos.  Esta emisión es conducida por Carolina de Moras y tiene la siguiente mecánica:
1. Se presenta al capitán de cada equipo.
2. Se realizan duelos de baile y canto entre dos participantes por cada escuadrón en cada categoría (dos cantante y dos bailarinas, el bailarín es previamente elegido), y por cada duelo los jueces eligen a los ganadores que pasan a formar parte del escuadrón.
3. Se presentan a los cuatro niños del escuadrón formado por el capitán, el cantante y la pareja de baile.

El nombramiento de los escuadrones se daba una vez que quedaba conformado cada escuadrón, los integrantes de éste dieron a conocer el nombre que eligieron para el escuadrón.

## Mecánica de competencia
Los escuadrones se presentan en galas semanales para demostrar sus habilidades siendo evaluados por 4 jurados quienes otorgan puntajes de 0 a 10 incluidos los medios puntos. Los puntajes promedios de baile, canto y carisma se suman, dando el puntaje final de cada equipo en cada gala. Estas puntuaciones se van acumulando. 
Los equipos que, después de dos o tres emisiones, se encuentren en las tres últimas posiciones de la tabla de puntuaciones acumuladas quedan sentenciados, y deberán presentarse en la gala de eliminación sometiéndose a la votación del jurado quien debe salvar a uno de ellos mientras que los dos restantes pasan al voto del público a través de llamadas y mensajes de texto (SMS). Finalmente se da a conocer el escuadrón que obtuvo menos votos por parte del público y, por lo tanto, queda eliminado de la competencia.
Esta mecánica se repite de forma que suceden 4 sentencias en cada una de las cuales un escuadrón abandona la competencia. De esta forma quedan dos escuadrones que pasan directamente a la final por el voto del jurado, luego dos que reingresan de entre los eliminados en el repechaje quedando finalmente cuatro escuadrones finalistas, los cuales se enfrentan en la gala final y es el jurado quien decide al ganador.

## Escuadrones
Cada equipo está conformado por un capitán o capitana, un cantante y una pareja de bailarines.
| Equipo             | Capitán                | Edad   | Cantante                 | Edad    | Bailarines        | Edades  | Número de sentencias | Puesto alcanzado                     |
| ------------------ | ---------------------- | ------ | ------------------------ | ------- | ----------------- | ------- | -------------------- | ------------------------------------ |
| Los Rebeldes       | Matilda Santiago       | 6 años | Alex Rubio Puerto Montt  | 12 años | Gonzalo Santiago  | 13 años | 0                    | Ganadores de Pequeños Gigantes       |
| Los Rebeldes       | Matilda Santiago       | 6 años | Alex Rubio Puerto Montt  | 12 años | Scarlet Santiago  | 13 años | 0                    | Ganadores de Pequeños Gigantes       |
| Pequeños Guerreros | Joaquín Aguilar Osorno | 6 años | María Isidora Concepción | 12 años | Benjamín Santiago | 11 años | 2                    | Segundo Lugar de Pequeños Gigantes   |
| Pequeños Guerreros | Joaquín Aguilar Osorno | 6 años | Krishna Casanova Copiapó | 11 años | Ayelén Santiago   | 10 años | 2                    | Segundo Lugar de Pequeños Gigantes   |
| Superpoderosos     | Mayra Santiago         | 5 años | Pedro Puerto Varas       | 12 años | Emiliano Santiago | 11 años | 3                    | Semifinalistas de Pequeños Gigantes  |
| Superpoderosos     | Mayra Santiago         | 5 años | Pedro Puerto Varas       | 12 años | Sofía Santiago    | 9 años  | 3                    | Semifinalistas de Pequeños Gigantes  |
| Los Fantásticos    | Luciana Talagante      | 7 años | Antonia Baeza Santiago   | 10 años | Isidora Santiago  | 11 años | 1                    | 3.os Eliminados de Pequeños Gigantes |
| Los Fantásticos    | Luciana Talagante      | 7 años | Antonia Baeza Santiago   | 10 años | Esteban Santiago  | 14 años | 1                    | 3.os Eliminados de Pequeños Gigantes |
| Los Irresistibles  | Antonia Santiago       | 4 años | Krishna Casanova Copiapó | 11 años | Bastián Santiago  | 12 años | 1                    | 2.os Eliminados de Pequeños Gigantes |
| Los Irresistibles  | Antonia Santiago       | 4 años | Krishna Casanova Copiapó | 11 años | Victoria Santiago | 10 años | 1                    | 2.os Eliminados de Pequeños Gigantes |
| Gigantes en Acción | Francisco Santiago     | 7 años | Sofía Santiago           | 10 años | Fernando Santiago | 10 años | 1                    | 1.os Eliminados de Pequeños Gigantes |
| Gigantes en Acción | Francisco Santiago     | 7 años | Sofía Santiago           | 10 años | Tomás Santiago    | 8 años  | 1                    | 1.os Eliminados de Pequeños Gigantes |

### Resultados

#### Tabla de posiciones
| Los Rebeldes       | Entran |        | 17.8 | 21.1 | 38.9 |      | 28.2       |            | 81.6       | 83.6       | 20.5       | 23.4       |            |            |            |            |            |            |            |            |            |
| Pequeños Guerreros |        | Entran | 18   | 19.4 | 37.4 |      | 25.6       |            | 80.1       | 80.1       | 19         | 22.2       |            |            |            |            |            |            |            |            |            |
| Superpoderosos     |        | Entran | 18   | 18.5 | 36.5 | 38.5 | 24.0       | 28.5       | 78.5       | 81.5       | 19.2       | Eliminados | Eliminados | Eliminados | Eliminados | Eliminados | Eliminados | Eliminados | Eliminados | Eliminados | Eliminados |
| Los Fantásticos    | Entran |        | 17.5 | 20   | 37.5 |      | 24.5       |            | 75.9       | 78.9       | Eliminados | Eliminados | Eliminados | Eliminados | Eliminados | Eliminados | Eliminados | Eliminados | Eliminados | Eliminados |            |
| Los Irresistibles  | Entran |        | 17.8 | 19.6 | 37.4 |      | 24.0       | 21.0       | Eliminados | Eliminados | Eliminados | Eliminados | Eliminados | Eliminados | Eliminados | Eliminados | Eliminados | Eliminados |            |            |            |
| Gigantes en Acción |        | Entran | 17.4 | 18.9 | 36.3 | 37.3 | Eliminados | Eliminados | Eliminados | Eliminados | Eliminados | Eliminados | Eliminados | Eliminados | Eliminados | Eliminados |            |            |            |            |            |

     Puntaje más alto de la gala.

     Puntaje más bajo de la gala.

     Puntaje acumulado más alto.

     Sentenciado.

     Sentenciado y salvado por el jurado.

     Sentenciado y eliminado.

     Pasa directamente a la final por calificación.

## Equipo

### Jurados
| Nacionalidad     | Jurado        | Profesión  |
| ---------------- | ------------- | ---------- |
| Bandera de Chile | Américo       | Cantante   |
| Bandera de Chile | Amaya Forch   | Actriz     |
| Bandera de Chile | Power Peralta | Bailarines |

### Coaches
| Nacionalidad      | Profesor            | Rol                 |
| ----------------- | ------------------- | ------------------- |
| Bandera de Chile  | Natalia Valdebenito | Profesora de teatro |
| Bandera de Chile  | Álvaro Véliz        | Profesor de canto   |
| Bandera de Brasil | Francini Amaral     | Profesora de baile  |

## Invitados especiales
- Eva Gómez
- DJ Méndez
- Sergio Freire
- Carmen Gloria Arroyo
- Francisca García-Huidobro